# Α-Hämolyse
Die α-Hämolyse (oder Alpha-Hämolyse) bezeichnet eine teilweise Veränderung von Erythrozyten in einem Blutagar-Nährboden, die nach einer Besiedlung durch Streptokokken der Viridans-Gruppe zu beobachten ist, z. B. bei Streptococcus pneumoniae, Streptococcus mitis, Streptococcus oralis und Streptococcus pseudopneumoniae. Die α-Hämolyse wird daher zur Typisierung von bakteriellen Pathogenen verwendet.
Die Auflösung der Erythrozyten durch Zerstörung ihrer Zellmembran wird β-Hämolyse (Beta-Hämolyse) oder auch komplette Hämolyse genannt. Im Blutagar entsteht hierbei ein heller Hof. 

## Eigenschaften
Bei dem auch als „Vergrünung“ bezeichneten Vorgang der α-Hämolyse wird das im Blutagar vorhandene Hämoglobin durch die Stoffwechselprodukte der Bakterien (meist Wasserstoffperoxid und Schwefelwasserstoff) zu Methämoglobin oxidiert bzw. zum grünlichen Sulfhämoglobin umgewandelt, welches den Nährboden verfärbt. Die α-Hämolyse wird zusammen mit der Morphologie der Kolonien und der Katalase-Aktivität zur phänotypischen Bestimmung verwendet. Alternativ wird zur genetischen Bestimmung unter anderem die Multiplex-PCR und die DNA-Sequenzierung verwendet.